# Rhyacophila perplana
Rhyacophila perplana är en nattsländeart som beskrevs av Ross och Spencer 1952. Rhyacophila perplana ingår i släktet Rhyacophila och familjen rovnattsländor. Inga underarter finns listade i Catalogue of Life.